# ヘンリー・ベイン・ジ・エルダー

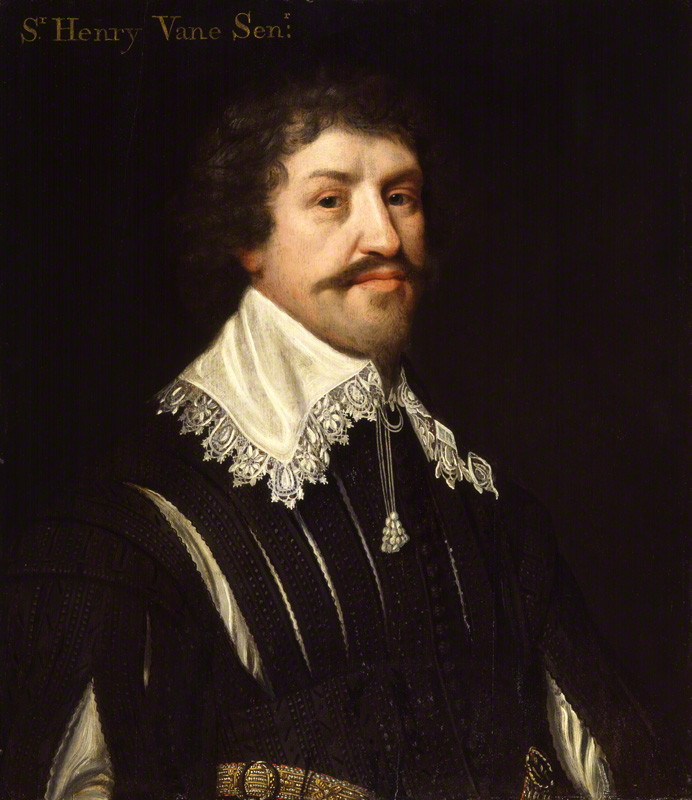
サー・ヘンリー・ベイン・ジ・エルダー

サー・ヘンリー・ベイン・ジ・エルダー（英：Sir Henry Vane, the elder, PC, 1589年2月18日 - 1655年）は、清教徒革命（イングランド内戦）期のイングランドの外交官・政治家。同名の息子との区別のため、名前の後に「ジ・エルダー」と付けられる（息子は「ザ・ヤンガー」と呼ばれる）。
オックスフォード大学を卒業して1614年に庶民院議員選出、1625年に即位したチャールズ1世の寵臣の1人となり、1629年から1630年まで外交使節としてオランダへ派遣、1630年に枢密顧問官に任じられる。1632年に海軍委員、1636年に植民委員も兼ね、1639年に起こった主教戦争の収拾に当たった。
1640年に王妃ヘンリエッタ・マリア・オブ・フランスの意向で国王秘書長官に任命、同年の短期議会で補助金承認を提議したが、長期議会では国王の寵臣だったストラフォード伯爵トマス・ウェントワース弾劾に加わり、次第にジョン・ピムら議会派に傾いたため1641年に国王秘書長官を罷免、エドワード・ニコラスと交代させられた。以後は議会派を支持、1644年に息子ヘンリーと共に両王国委員会の委員に選ばれ、1654年にイングランド共和国の第一議会議員に選出されたが、翌1655年に死去。